# Hačky
Hačky település Csehországban, a Prostějovi járásban. Hačky Rakůvka, Hvozd, Polomí és Bohuslavice településekkel határos. Lakosainak száma 120 fő (2024. január 1.).

## Népesség
A település lakosságának változását az alábbi diagram mutatja:
| Lakosok száma | 253  | 272  | 259  | 194  | 152  | 99   | 98   | 101  | 124  | 120  |
|               | 1869 | 1890 | 1921 | 1950 | 1980 | 2001 | 2017 | 2019 | 2022 | 2024 |